# Глизе 892
Глизе 892 (HR 8832, HD 219134, лат. Gliese 892) — одиночная звезда в созвездии Кассиопеи. Находится на расстоянии около 21 св. лет от Солнца.

## История изучения
Впервые звезда упоминается под названием BD +56°2966 в каталоге Фридриха Аргеландера, который проводил наблюдения за ней в течение 11 лет. В XIX веке Генри Дрейпер определил спектральный класс звезды и дал ей определение HD 219134 в своём каталоге.
В 1999 году были проведены исследования на наличие массивных тел, обращающихся вокруг звезды, однако крупных экзопланет либо субкарликов тогда в системе Глизе 892 не было обнаружено.
В 2015 году на конференции «Экстремально точные измерения лучевых скоростей», прошедшей 5—8 июля в американском городе Нью-Хейвен (штат Коннектикут), двумя группами астрономов было объявлено об обнаружении 6 планет в системе HD 219134 (Глизе 892), четыре из которых подтверждены по состоянию на июль 2015 года. Среди всех подтверждённых экзопланет ближе к Солнцу находится только планета, обращающаяся вокруг красного карлика Глизе 674 (14,81 св. лет), три планеты у Глизе 876 (15,2 св. года) и планета у Глизе 832 (16,1 св. года).
Внутренняя планета HD 219134 b является транзитной суперземлёй, её размер в 1,6 раза превышает диаметр Земли. Планета первоначально была обнаружена с помощью инструмента HARPS-North на итальянском 3,6 метровом телескопе Галилео, который установлен на Канарских островах.

## Характеристики
Несмотря на то, что Глизе 892 намного тусклее Солнца (всего лишь 21 % его светимости), её можно видеть невооружённым глазом при ясной погоде. Звезда относится к классу оранжевых карликов, по массе и диаметру она уступает Солнцу — 81 % и 80 % солнечных соответственно. Помимо остального, Глизе 892 является ещё и вспыхивающей звездой, то есть спонтанно увеличивает свою яркость во много раз, поэтому в звёздных каталогах её можно найти под названием NSV 14458.

## Планетная система
Ниже представлена сводная таблица характеристик планет системы Глизе 892:

## Ближайшее окружение звезды
Следующие звёздные системы находятся на расстоянии в пределах 10 световых лет от Глизе 892:
| Звезда         | Спектральный класс | Расстояние, св. лет |
| η Кассиопеи AB | G0 V / K7 V        | 4,9                 |
| EV Ящерицы     | M3,5 Ve            | 6,3                 |
| BD+61 2068     | M0 Ve              | 7,2                 |
| μ Кассиопеи AB | G5 VIp / M5 V      | 7,3                 |
| Крюгер 60 AB   | M3 V / M4 V        | 8,4                 |
| AC+71 532      | M3,5 Ve            | 9,3                 |
| σ Дракона      | K0 V               | 9,5                 |
| AC+65 6955     | M3 V               | 9,7                 |